# Одвајање цркве од државе
Одвајање цркве од државе је филозофски и правни појам за политичко раздвајање верских организација и националне државе. У пракси, овај појам се односи на стварање секуларне (световне) државе и укидање дотадашње државне религије.
У сваком друштву, степен политичке одвојености између цркве и државе зависи од закона и преовлађујућих правних схватања која одређују пожељан однос између организоване религије и државе. Принцип "на дохват руке" (енгл. arm's length principle) предлаже однос у коме се црква и држава односе као организације потпуно независне једна од друге. Принцип секуларности (фр. laïcité) строго се примењује у Француској, док правно и фактички секуларне државе, као Данска и Велика Британија, још увек имају неки облик уставно признате званичне државне религије.
Идеја одвајања цркве од државе јавила се паралелно са идејама слободе вере и секуларизације црквених поседа у Европи у периоду пре и током Француске револуције (1789-96), када су европске државе преузеле неке од друштвених улога цркве и бригу о добробити грађана (енгл. welfare state), што је довело до развоја световне културе и јавних установа. У пракси, одвојеност цркве од државе у свету варира од потпуне раздвојености, гарантоване уставом као у Индији и Сингапуру, до државне религије, као на Малдивима.